# Дженнінгс (Флорида)
Дженнінгс (англ. Jennings) — місто (англ. town) в США, в окрузі Гамільтон штату Флорида. Населення — 749 осіб (2020).

## Географія
Дженнінгс розташований за координатами 30°35′53″ пн. ш. 83°6′27″ зх. д. / 30.59806° пн. ш. 83.10750° зх. д. (30.598110, -83.107638).  За даними Бюро перепису населення США в 2010 році місто мало площу 7,54 км², уся площа — суходіл.

## Демографія
Згідно з переписом 2010 року, у місті мешкало 878 осіб у 260 домогосподарствах у складі 184 родин. Густота населення становила 116 осіб/км².  Було 327 помешкань (43/км²).
Расовий склад населення:
| - 40,5 % — білих - 32,2 % — чорних або афроамериканців - 1,6 % — корінних американців - 0,2 % — азіатів - 20,8 % — осіб інших рас |

До двох чи більше рас належало 4,6 %. Частка іспаномовних становила 44,8 % від усіх жителів.
За віковим діапазоном населення розподілялося таким чином: 30,9 % — особи молодші 18 років, 56,9 % — особи у віці 18—64 років, 12,2 % — особи у віці 65 років та старші. Медіана віку мешканця становила 29,1 року. На 100 осіб жіночої статі у місті припадало 112,6 чоловіків;  на 100 жінок у віці від 18 років та старших — 116,0 чоловіків також старших 18 років.
Середній дохід на одне домашнє господарство  становив 32 983 долари США (медіана — 27 614), а середній дохід на одну сім'ю — 34 957 доларів (медіана — 27 794). Медіана доходів становила 26 250 доларів для чоловіків та 19 375 доларів для жінок. За межею бідності перебувало 45,5 % осіб, у тому числі 64,2 % дітей у віці до 18 років та 9,6 % осіб у віці 65 років та старших.
Цивільне працевлаштоване населення становило 188 осіб. Основні галузі зайнятості: сільське господарство, лісництво, риболовля — 23,4 %, освіта, охорона здоров'я та соціальна допомога — 17,6 %, мистецтво, розваги та відпочинок — 12,8 %.